# Kruplin Radomszczański
Kruplin Radomszczański [pronunciación en polaco: /ˈkruplin radɔmʂˈt͡ʂaɲski/] es un pueblo en el distrito administrativo de Gmina Nowa Brzeźnica, dentro del Distrito de Pajęczno, Voivodato de Łódź, en Polonia central. Se encuentra aproximadamente 3 kilómetros al este de Nowa Brzeźnica, 18 kilómetros al sudeste de Pajęczno, y 81 kilómetros al sur de la capital regional, Łódź.
El pueblo tiene una población de 500 habitantes.